# Urocystis leersiae
Urocystis leersiae är en svampart som beskrevs av Vánky 1987. Urocystis leersiae ingår i släktet Urocystis och familjen Urocystidaceae.   Inga underarter finns listade i Catalogue of Life.